# Pedro Pompilio
Pedro Pompilio (Bernal, Buenos Aires, 11 de noviembre de 1950 – Buenos Aires, 30 de octubre de 2008) fue un dirigente de fútbol argentino, 31.er presidente del Club Atlético Boca Juniors, desde el 4 de diciembre de 2007 hasta su fallecimiento. A la vez desempeñaba el cargo de vicepresidente 2.º de la Asociación del Fútbol Argentino (AFA).

## Trayectoria
Pedro Pompilio estaba vinculado a la dirigencia del Club Atlético Boca Juniors desde el año 1985, cuando asumió el cargo de protesorero, durante la presidencia de Antonio Alegre. Ejerció esa función hasta 1989.
En 1995, secunda a Mauricio Macri en la fórmula como Autoridad del club xeneize (reelegida en 1999 y 2003). Vicepresidente del club hasta 2007, cuando Macri debe renunciar al cargo para asumir como Jefe de Gobierno de la Ciudad Autónoma de Buenos Aires, convirtiéndose así en presidente del club.

#### Elección revertida
El 26 de febrero de 2008, por decisión de la Inspección General de Justicia (IGJ), se revirtió la elección de Pompilio, ya que el organismo judicial consideraba inválidos los avales exigidos por el estatuto del CABJ y presentados para la asunción de la comisión directiva en el pasado mes de diciembre, calificando a la misma de "irregular e ineficaz". En consecuencia del fallo de la IGJ, Mauricio Macri reasumió la presidencia, lo que generó una amplia discusión por la incompatibilidad con su cargo oficial. Al mismo tiempo se exigió el llamado a elecciones en un período no mayor a 90 días. La acción fue iniciada por los dirigentes Roberto Digón y Pablo Abbatángelo, enfrentados políticamente a Macri y Pompilio. Paradójicamente estos también carecían de los avales reglamentarios correspondientes, lo que había impedido realizar las elecciones al dejar Macri su cargo.
Tras ello se impuso ampliamente, con más del 70% de los votos, el 1 de junio de 2008.

## Fallecimiento
Pedro Pompilio murió en la mañana del 30 de octubre de 2008 a causa de un paro cardíaco.
En forma de agradecimiento, al domingo siguiente en el que Boca jugaba contra el puntero del torneo (San Lorenzo), Riquelme al convertir el único tanto de tiro libre, festejó con una remera con la leyenda "Gracias por todo, Pedro" en un emotivo abrazo con todo el equipo de cara al palco presidencial donde se encontraba su hijo.